# Alfred Weichselberger
Alfred Weichselberger (* 7. April 1919 in Drumling; † 10. November 2009) war ein österreichischer Landwirt und Politiker (SPÖ). Er war von 1953 bis 1977 Abgeordneter zum Burgenländischen Landtag.

## Ausbildung und Beruf
Alfred Weichselberger wurde als Sohn des Landwirts Josef Weiselberger aus Drumling geboren. Er besuchte die Volksschule in Drumling und absolvierte in der Folge die Bürgerschule Pinkafeld und die landwirtschaftliche Fortbildungsschule in Schlaining. Danach war Weichselberger als Landwirt tätig, wobei er 1953 den elterlichen Betrieb übernahm. Zwischen 1939 und 1945 diente Weichselberger in der deutschen Wehrmacht und verbrachte ab 1944 nach einer schweren Verwundung einen langen Lazarett- und Genesungsaufenthalt. 1970 wurde Weichselberger zum Ökonomierat ernannt.

## Politik
Weichselberger trat 1945 der SPÖ bei und wurde Gemeinderat in Drumling. Er übernahm 1952 die Funktion eines Mitglieds im Aufsichtsrat der Kurbad-Tatzmannsdorf AG und war zwischen 1959 und 1975 Obmann-Stellvertreter des Österreichischen Arbeiterbauernbundes. Als weitere Funktionen hatte Weichselberger zwischen 1962 und 1986 das Amt des Landesobmanns der Sozialistischen Arbeitsbauern inne und war ab 1958 Kammerrat bzw. zwischen 1962 und 1974 sowie zwischen 1977 und 1985 Dritter Präsident der Burgenländischen Landwirtschaftskammer. Weichselberger war zwischen dem 19. März 1953 und dem 27. Oktober 1977 Abgeordneter zum Burgenländischen Landtag.